# Sarhat Rashidova
Sarhat Ibrahimovna Rashidova (russo: Сархат Ибрагимовна Рашидова, azeri: Sərhət İbrahim qızı Rəşidova) — (1875?, Zidyan, Daguestão, Rússia — 16 de janeiro de 2007, Dagestanskiye Ogni, Daguestão, Rússia), foi uma cidadã daguestanesa de etnia azeri que viveu toda a sua vida na República do Daguestão, no norte do Cáucaso, na Rússia, para quem alguns reclamam o fato de ter sido a pessoa mais velha do mundo à data do seu falecimento. De acordo com seu passaporte, despachado por autoridades do Daguestão, ela tinha 131 anos.
Sarhat Rashidova chamou a atenção da mídia russa quando autoridades locais substituíram seu passaporte soviético, já expirado, por um russo. O ano de 1875, colocado como a data de seu nascimento, foi visto como um engano, mas uma investigação detalhada provou que a data de nascimento estava realmente correta, segundo essas autoridades.
Rashidova foi órfã desde a infância. Seu único marido por toda a vida, que se casou com ela quando já estava viúvo, morreu na década de 50. Apesar de ter vivido na Rússia, ela falava apenas seu idioma nativo, o azeri. Ela nunca engravidou, mas cuidou dos cinco filhos de seu marido. Apenas um destes, naquele momento com 86 anos, ainda estava vivo. Rashidova passou a maior parte de sua vida numa casa construída de pedras no remoto vilarejo de Zidyan, que está situado entre as montanhas do Cáucaso e o Mar Cáspio, o que lhe garante um clima saudável durante todo o ano, e em 2007 tinha uma população total de dez famílias. Ela morreu enquanto visitava sua família nos arredores da pequena cidade de Dagestanskiye Ogni.
De acordo com seus amigos e familiares, ela nunca teve doenças, não se queixava de quaisquer dores, nem tomava bebidas alcoólicas. Sua dieta incluía principalmente frango, ovos e leite. Pouco antes de morrer, seu estado de saúde era "satisfatório", segundo seu enfermeiro, embora sua visão tivesse piorado. A idosa trabalhou recentemente num kolkhoz (cooperativa agrícola) e cuidava sozinha das suas quatro vacas, além de frangos e gansos. Na semana anterior a sua morte as autoridades locais manifestaram a intenção de solicitar sua inclusão no Guinness Book, o Livro dos Recordes.
Acredita-se que a idosa tenha acompanhado ao longo da vida eventos históricos como a morte num atentado terrorista do czar Alexandre II, em 1881; a ascensão de Alexandre III e o assassinato do último imperador da dinastia Romanov, Nicolau II, em 1918. Teria sido ainda testemunha da Revolução Bolchevique, da Primeira e Segunda Guerras Mundiais - durante a qual ajudou, junto com outros daguestaneses, a cavar trincheiras antitanque para conter o avanço nazista, nos arredores de Derbent e Makhachkala - e a desintegração da União Soviética, em 1991.
Em janeiro de 2007, oficialmente e segundo registos confirmáveis, a pessoa mais velha do mundo era o porto-riquenho Emiliano Mercado del Toro, de 115 anos, e a mulher mais idosa era Julie Winnefred Bertrand, do Canadá, nascida um mês depois. Ambos faleceram dias após a morte de Rashidova.
A pessoa confirmadamente mais velha de sempre é a francesa Jeanne Calment, que viveu até aos 122 anos.
As montanhas do Cáucaso são o lar de algumas das pessoas mais velhas do planeta, devido ao seu isolamento geográfico e aos seus costumes milenares, perfeitos antídotos contra a ansiedade e o estresse, segundo alguns especialistas.
Entretanto, muitas pesquisas feitas nas últimas décadas têm indicado que idades extremas na região do Cáucaso seriam falsas, e a razão de haver lá pessoas que vivessem tanto seria que as mesmas "inflam" suas idades, por conta de uma cultura que valoriza as idades extremas.